# Liste von in Berlin hingerichteten Personen
Diese Liste enthält Personen, die nach einem entsprechenden Gerichtsurteil in Berlin hingerichtet wurden.

## Überblick
Seit dem Mittelalter wurden zahlreiche Menschen in Berlin hingerichtet. Dies geschah nach ausführlichen juristischen Untersuchungen durch die zuständigen Gerichte. Todesstrafen wurden meist durch Enthaupten, Hängen oder seltener Verbrennen vollstreckt. In einigen wenigen Fällen wurden zum Tode Verurteilte begnadigt.

## Hingerichtete Personen

### 16. bis 18. Jahrhundert
- 1510 39 jüdische Männer und   Frauen nach dem sogenannten „Hostienschändungsprozess“ verbrannt am Rabenstein
- 1540 Hans Kohlhase gerädert nach mehreren Verwüstungszügen durch die Mark Brandenburg
- 1573 Lippold Ben Chluchim, Münzmeister, wegen angeblicher betrügerischer Geldgeschäfte
- 1716 Erdmann Briesemann, nach Mord an seinem Kürschnermeister wegen dessen Frau
- 1719 Schlosskastellan Valentin Runck und Hofschlosser Stieff nach zahlreichen Diebstählen im Schloss
- 1720 Johann Michael Klement, wegen falscher Dokumente und Behauptungen gegenüber König Friedrich Wilhelm I. über dessen angeblich in Wien und Dresden geplante Entführung
- 1735 Dienstmagd im Haus Brüderstraße 10 (Galgenhaus) wegen angeblich gestohlenen silbernen Löffeln vor dem Haus an einen Galgen gehängt
- 1737 Magd beim Geheimen Rat Truzettel wegen 3 Thalern und 12 Groschen (oder 7 Thalern und 10 Groschen) angeblichen Diebstahl
- 1786 Johann Christian Höpner, wegen Diebstahl und einem kleinen Zimmerbrand bei seinem Dienstherrn Kriegsrat Fisch am Kupfergraben 7
- 1790 Christian Lenz, Posträuber, tötete drei Begleiter eines Postwagens
- 1813 Friederike Luise Delitz, wegen beschuldigter  45 Brandstiftungen in der Mark Brandenburg mit 30 Toten, verbrannt in der Jungfernheide
- 1837 Charlotte Meyer, letzte geräderte Person in Berlin
- 1839 Johann Gurlt, letzte öffentlich hingerichtete Person

### 1933 bis 1945
Zwischen 1933 und 1945 wurden in Plötzensee und Moabit zahlreiche Personen nach Gerichtsurteilen hingerichtet. Dazu kamen einige standrechtlich erschossene Beteiligte an der Verschwörung vom 20. Juli 1944 im Bendlerblock im Tiergarten sowie viele willkürlich Erschossene in Lagern und an anderen Orten.

### 1945 bis 1949
In den westlichen Sektoren von Berlin wurden bis 1949 etwa fünfzehn Personen nach Urteilen durch alliierte Militärgerichte hingerichtet. Diese waren meist Personen, denen schwere Verbrechen in der Zeit des Nationalsozialismus vorgeworfen wurden.
Der letzte war im Mai 1949 Berthold Wehmeyer.
Danach wurden alle noch verhängten Todesurteile in lebenslange Haft umgewandelt.
Im sowjetischen Militärgefängnis in Lichtenberg gab es einige Todesurteile, deren Anzahl und Vollstreckungsorte aber nicht bekannt sind.